# محوطه گونی
محوطه گونی مربوط به دوره ساسانیان است و در شهرستان نیر، بخش کورائیم، دهستان یورتچی غربی، روستای کریق کوچک واقع شده و این اثر در تاریخ ۲۷ بهمن ۱۳۸۷ با شمارهٔ ثبت ۲۴۵۴۵ به‌عنوان یکی از آثار ملی ایران به ثبت رسیده است.